# Matariki Universitätsnetzwerk
Das Matariki Universitätsnetzwerk ist eine 2010 gegründete internationale Gruppe von Universitäten, die sich auf enge Verbindungen zwischen Forschung und Lehre im Grund- und Hauptstudium konzentriert. Es behauptet von sich, dass jedes Mitglied aufgrund langer akademischer Traditionen führend in Forschung und Lehre sei. Das Netzwerk wurde aufgebaut, damit das Universitätsstudium vielfältiger wird, um Ideen auszutauschen und Know-how und durch die internationale Vorbildfunktion voneinander zu lernen, in Anerkennung des gemeinsamen Eintretens für ein Ethos der Exzellenz in Forschung, Lehre und Wissenschaft.

## Namensherkunft
„Matariki“ ist der māorische Name für die Sterngruppe der Plejaden, die auch als die Sieben Schwestern bekannt sind. Er steht für die sieben Gründungsmitglieder des Netzwerks.

## Aktivitäten innerhalb des Netzwerks
Mögliche Aktivitäten innerhalb des Netzwerks sind:
- Verbesserter Studentenaustausch
- Gemeinsame Postgraduierten-Programme
- Projekte der sozialen Verantwortung
- Forschungszusammenarbeit
- Konferenzen und Workshops zu Themen von gemeinsamem Interesse
- Austauschs-Stipendien
- Austausch und Praktika von Dozenten und Mitarbeitern
- Benchmarking und Austausch bewährter Praktiken
- Kulturelle und sportliche Aktivitäten

## Universitäten
Gründungsmitglieder waren:
| Gründungsmitglied               | Staat          | Gründungsjahr | Weltrang nach Times, 2010 | Shanghai-Ranking, 2010 | Weltrang nach QS, 2010 | Nationaler Rang, 2010 |
| ------------------------------- | -------------- | ------------- | ------------------------- | ---------------------- | ---------------------- | --------------------- |
| Dartmouth College               | USA            | 1769          | 99                        | 151-200                | 90                     | 9                     |
| Durham University               | Großbritannien | 1832          | 85                        | 151-200                | 92                     | 4                     |
| Queen’s University              | Kanada         | 1841          | Nicht klassifiziert       | 201-300                | 132                    | 5                     |
| University of Otago             | Neuseeland     | 1869          | Nicht klassifiziert       | 201-300                | 135                    | 1                     |
| Universität Tübingen            | Deutschland    | 1477          | 189                       | 101-150                | 131                    | 6                     |
| University of Western Australia | Australien     | 1911          | Nicht klassifiziert       | 101-150                | 89                     | 4                     |
| Universität Uppsala             | Schweden       | 1477          | 147                       | 66                     | 62                     | 1                     |